# 리팡구이
리팡구이(李方桂, Li Fang-Kuei, 1902년 8월 20일 ~ 1987년 8월 21일)는 중국 출신의 언어학자였다. 주요 업적으로 중국어의 방언 연구와 상고한어 재구, 따이어파 조어 재구, 북아메리카 데네어파 언어들의 기록 등이 있다.

## 같이 보기
- 상고한어
- 따이조어